# Баткак (река)

Баткак (баш. Батҡаҡ) — река в России, протекает в Башкортостане, впадает в Кармасан. Длина реки — 15 км, площадь водосборного бассейна — 75,6 км².
Селения: Топоринка, Симбугино, Старогорново.
Протекает возле трассы М5

## Данные водного реестра
По данным государственного водного реестра России относится к Камскому бассейновому округу, водохозяйственный участок реки — Белая от города Уфы до города Бирска, речной подбассейн реки — Белая. Речной бассейн реки — Кама.
По данным геоинформационной системы водохозяйственного районирования территории РФ, подготовленной Федеральным агентством водных ресурсов:
- Код водного объекта в государственном водном реестре — 10010201512111100025071
- Код по гидрологической изученности (ГИ) — 111102507
- Код бассейна — 10.01.02.015
- Номер тома по ГИ — 11
- Выпуск по ГИ — 1